# Alphonsea hainanensis
Alphonsea hainanensis är en kirimojaväxtart som beskrevs av Elmer Drew Merrill och Woon Young Chun. Alphonsea hainanensis ingår i släktet Alphonsea och familjen kirimojaväxter. IUCN kategoriserar arten globalt som starkt hotad. Inga underarter finns listade i Catalogue of Life.